# Цафони (Тренто)
Цафони је насеље у Италији у округу Тренто, региону Трентино-Јужни Тирол.
Према процени из 2011. у насељу је живело 72 становника. Насеље се налази на надморској висини од 469 м.